# Pride Shockwave 2006
Pride Shockwave 2006 foi um evento de artes marciais mistas promovido pelo Pride Fighting Championships, ocorrido em 31 de dezembro de 2006 no Saitama Super Arena em Saitama, Japão.

## Background
O evento principal era esperado para ser o Campeão Peso Pesado do Pride Fedor Emelianenko defendendo seu cinturão contra o vencedor do Grand Prix Peso Aberto, mas Mirko Filipović estava se recuperando de uma cirurgia no pé que ele foi submetido em 26 de Outubro e não pode lutar no Shockwave.
Josh Barnett, o finalista do Grand Prix Peso Aberto, era também um desafiante para enfrentar Emelianenko, como declarado pelo campeão peso pesado na entrevista pós-luta no Pride 32, mas não estava nas "melhores condições" para competir e então enfrentou Antônio Rodrigo Nogueira. Enfim, Fedor defendeu seu título contra Mark Hunt.
O evento foi o primeiro fora de torneios, lutas pelo título e lutas sob a jurisdição da NSAC que caracterizou as classes de peso. Todas as lutas nos pesos leves (-73kg) e pesos meio médios (-83kg) foram sob as regras do Bushido com um round de dez minutos e um round de cinco minutos. A única exceção foi a luta entre Minowa e Tamura, já que ambos as pediram para lutar nas regras completas do Pride, bem como a luta de abertura da noite.